# Kwadrant (instrument)

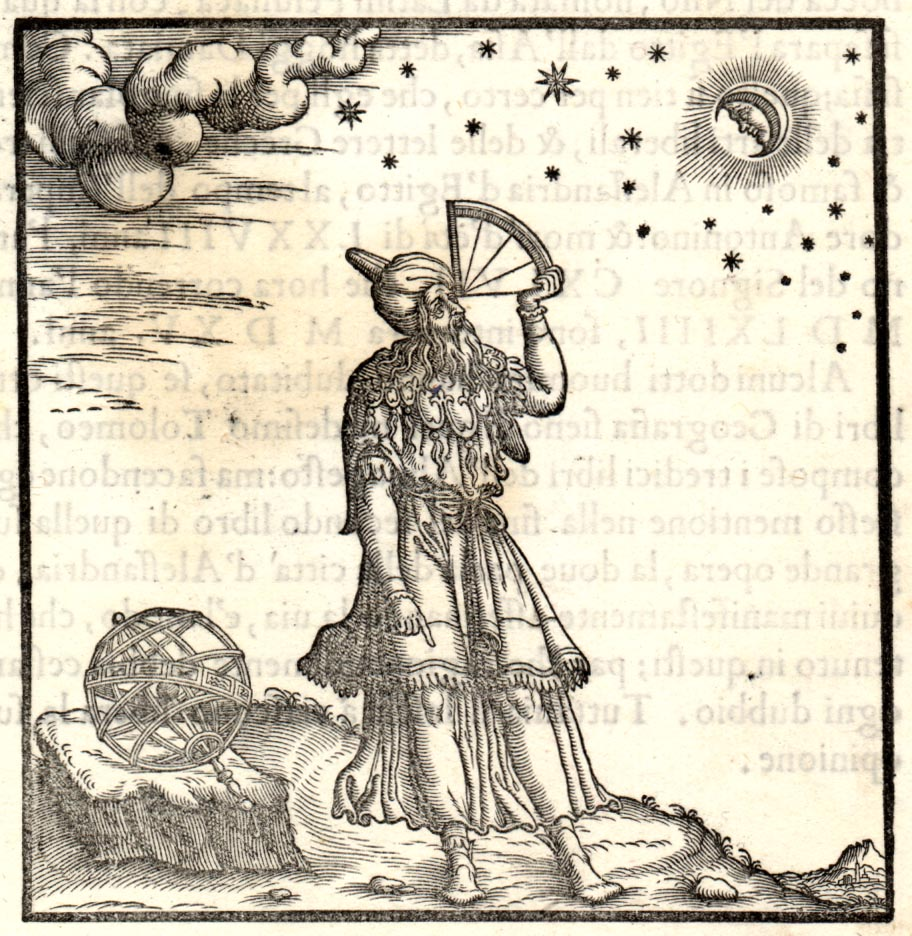
Ptolemeusz używający kwadrantu

Kwadrant – przyrząd stosowany w astronomii, nawigacji i artylerii.
1. Dawny przyrząd do wyznaczania położenia gwiazd. Miał kształt ćwiartki okręgu z naniesioną podziałką kątową, po której przesuwał się przeziernik. Znany już w starożytnej Grecji, stosowany jeszcze w XVII w.
2. W nawigacji morskiej prosty kwadrant używany był równolegle z laską Jakuba do końca XVI wieku. Niektóre wczesne kwadranty zamiast podziałki w stopniach miały zaznaczone szerokości geograficzne ważnych portów. Później wyparty przez kwadrant Davisa, oktant i wreszcie sekstant.
3. Przyrząd służący do pomiaru kątów w płaszczyźnie pionowej, używany obecnie m.in. w artylerii do pomiaru kątów podniesienia lufy i sprawdzenia dokładności wskazań celownika działa.